# 赫尔 (北欧神话)

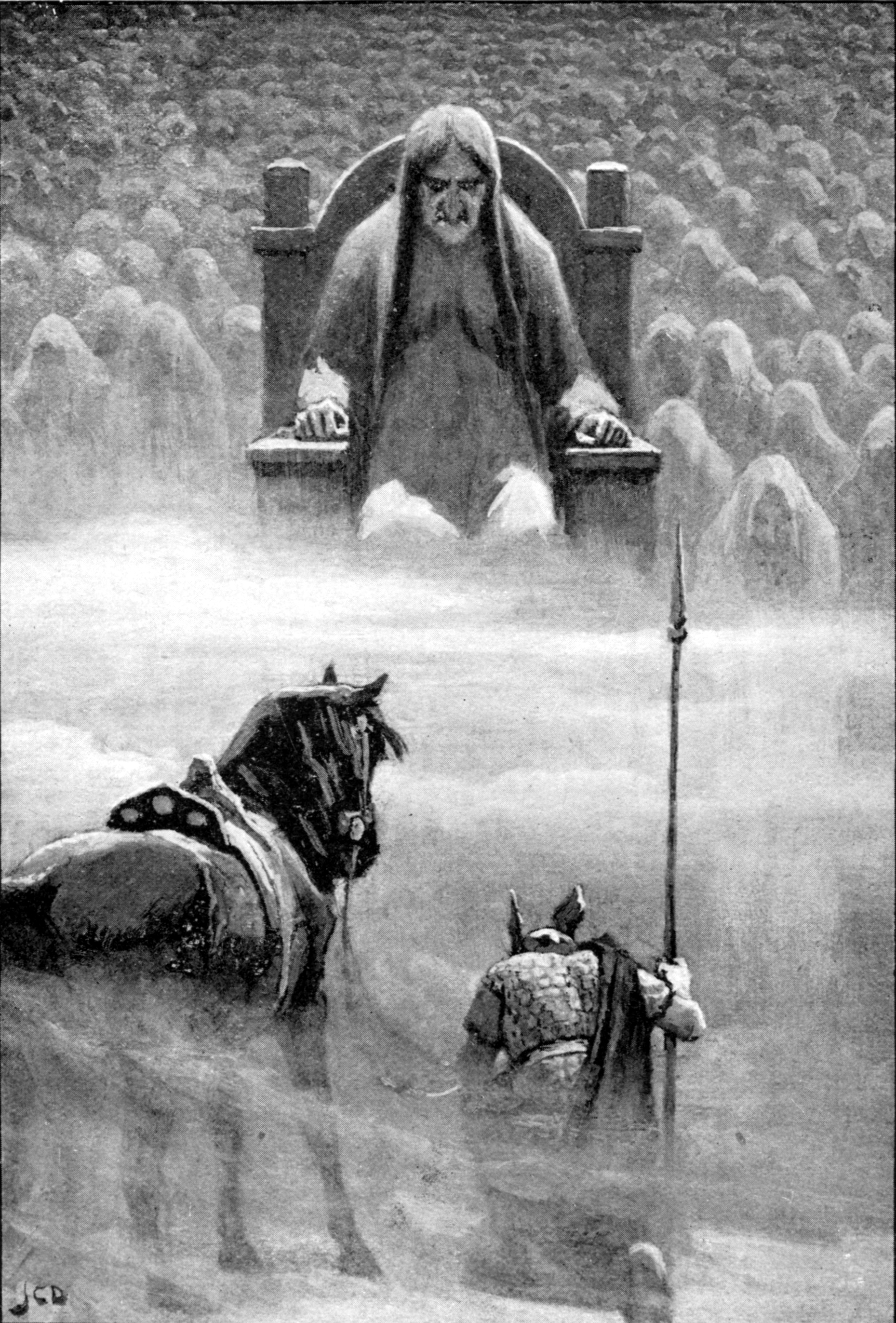
画中表现了赫尔面无表情地听赫尔莫德向她恳求放了众神爱戴的光明神巴德尔。在她的身後，跪著一排排飽受折磨的死者，這些死者在陰鬱沉悶的冥府中過著飢寒交錯的痛苦生活。

赫爾（英語：Hel，又译作海拉）是北欧神话中司管冥界的死亡女神。
她原本是邪神洛基與冰霜女巨人安尔伯达的小女兒，後來被奧丁貶降到黑暗的阴间作為冥界女王。因此，光明神巴德尔死後，赫尔傲然拒绝将他的灵魂还给奥丁。她還有另外兩名兄長，一為魔狼芬里爾，另一為巨蛇耶梦加得。赫爾極其陰森可怕的宫殿後來成為了地獄的代名詞。
在三兄妹中，赫爾儘管長成人形，但站在人群中卻像她的兩名兄長一樣突出。從腰部以上來看，她是個正常且健康的女人，而腰部以下卻腐爛發黑，面部表情永遠猙獰恐怖。

## 大眾文化中
- 电子遊戲《地狱之刃：塞娜的献祭》中作为敌方角色登场。

## 主要資料來源
- 《埃達經》（The Prose Edda）
- 《欧洲神话的世界 The World of European Mythology》（戴维·李明/著）ISBN 978-7-108-03336-9